# Maryellen Goodwin
Maryellen Goodwin (Providence, Rhode Island, 27 de septiembre de 1964-15 de abril de 2023) fue una política y funcionaria estadounidense. Fue miembro del Senado de Rhode Island por el Partido Demócrata.

## Biografía
Maryellen Goodwin nació y se crio en el vecindario de Smith Hill, estudio en Rhode Island College. 
Fue miembro del Senado de Rhode Island por el Partido Demócrata. Goodwin sirvió consecutivamente desde enero de 1987 hasta enero de 2005 en los escaños del Distrito 1 y Distrito 4.
Goodwin fue la fuerza impulsora de la ley de licencia por enfermedad pagada del estado y opciones mejoradas para el cuidado en el hogar de personas mayores, entre otras.  Maryellen ha sido reconocida por numerosas organizaciones por su trabajo. Recibió el premio nacional Capital Caregivers de AARP. Hizo historia como la segunda persona del Senado con más años de servicio como funcionaria.
Falleció el 15 de abril de 2023 a los 58 años, de cáncer en Rhode Island.